# Дей (місяць)
Дей (перс. دی, вим. [dej]) — десятий місяць іранського календаря, складається з 30 днів і є першим зимовим місяцем. У григоріанському календарі відповідає 22 грудня — 20 січня.
За часів Біруні місяць «дей» ще називали «хвармах» (хоршидмах — місяць сонця), а перший день цього місяця називався «хоррамруз» (щасливий день, або світлий день). Місяцю відповідає знак зодіаку Козеріг.

## Етимологія
Більша частина місяців іранського календаря носять імена зороастрийских язатів. Назва Дей походить від слова «Творець» середньоперською мовою, тобто, в зороастризмі Агура Мазди. Більш раннє, авестійське daδuuah-/daθuš- відповідає дієприслівнику доконаного виду від дієслова dā- (суч. перс. دادن) «поміщати, класти, створювати».

## Свята
- 1 дея — Свято зимового сонцестояння, Ялда (в ніч з 30 азара на 1 дея)
- 29 дея — День сектора Газа (Іран)[ru] в Ірані.